# Kittsee
Kittsee (Kopčany en slovaque, Köpcsény en hongrois, Gijeca en croate) est une localité autrichienne à proximité de la frontière slovaque et de sa capitale Bratislava.
Joseph Joachim y est né.